# John Holmes
John Curtis Estes, bardziej znany jako John C. Holmes lub Johnny Wadd (ur. 8 sierpnia 1944 w Ashville, zm. 13 marca 1988 w Los Angeles) – amerykański aktor występujący w filmach pornograficznych. Był jedną z największych gwiazd filmów pornograficznych w latach 70. XX wieku. Wystąpił w 573 produkcjach filmowych dla dorosłych. W ciągu całego życia podobno kopulował z ponad 14 tys. kobiet, zarówno na ekranie, jak i poza planem filmowym. Jego penis miał długość 13,5 cala (ponad 34 cm). Zmarł na AIDS. Po jego śmierci nastąpił schyłek złotej ery porno.
W 2002 został umieszczony na trzecim miejscu na liście 50. największych gwiazd branży porno wszech czasów przez periodyk Adult Video News. W 2010 zajął drugie miejsce na liście 10. najbardziej znanych gwiazd filmów dla dorosłych.
Jego kariera była inspiracją dla hollywoodzkiego filmu Paula Thomasa Andersona Boogie Nights (1997) z Markiem Wahlbergiem. W 2003 powstał brytyjski film dokumentalny Prawdziwy Dirk Diggler: historia Johna Holmesa (The John Holmes Story: The Real Dirk Diggler).
Brał udział w brutalnym morderstwie Wonderland Gang w dniu 4 grudnia 1981 ukazanym w filmie Wonderland (2003) z Valem Kilmerem. 8 sierpnia 2008 roku ukazała się jego ostateczna biografia John Holmes: Życie mierzone w calach (John Holmes: A Life Measured in Inches).

## Życiorys

### Wczesne lata
Urodził się w Ashville w Ohio jako najmłodszy z czworga dzieci Mary (z domu Barton) i pracownika kolei Curtisa Estesa. Miał dwóch braci, Edwarda i Dale’a oraz siostrę Annę. Kiedy miał trzy lata, jego ojciec opuścił rodzinę. W wieku czterech lat uczęszczał do szkółki niedzielnej w Milport Chapel Church. Jego matka–pobożna baptystka kilka lat później ponownie wyszła za mąż za Edwarda Holmesa, który wpadł w alkoholizm. Matka później rozwiodła się i przeprowadziła wraz ze swoimi dziećmi do Columbus w Ohio, gdzie mieszkała przez kilka lat.
Gdy miał osiem lat, jego matka poślubiła trzeciego męża Harolda Bowmana i zamieszkała w pobliżu Pataskala, w stanie Ohio. Jako wrażliwy 11–latek studiował Słowo Boże. W wieku 12 lat stracił dziewictwo z 36-letnią przyjaciółką swojej matki. Mając 16 lat wstąpił do wojska przed ukończeniem szkoły średniej. W latach 1960–1963 służył w Armii Stanów Zjednoczonych stacjonującej w Norymberdze w zachodniej części Niemiec.
W 1964 wyjechał do Los Angeles. Pracował dorywczo jako taksówkarz, kierowca limuzyny, magazynier, akwizytor, kierowca karetek pogotowia i operator wózków widłowych. Jego praca doprowadziła do odmy opłucnowej. Z czasem odzyskiwał zdrowie.

### Kariera
Podczas jednej z wieczornych wizyt w klubie Gardena, gdzie grał w karty, został dostrzeżony w toalecie przez fotografa jego duży rozmiar penisa i zachęcony do kariery w przemyśle pornograficznym. Początkowo pojawił się w sesjach zdjęciowych dla pism pornograficznych i okazjonalnie w filmach 8 mm, zachowując swoją pracę w tajemnicy przed żoną.
Mając 25 lat, trafił do przemysłu porno. W 1969 debiutował w produkcjach: Lubieżne ciało (Body Lust), Po prostu dobrzy przyjaciele (Just Good Friends) w gejowskiej scenie pod prysznicem oraz w dreszczowcu Chłodna krew (The Ice House). We wczesnych latach jego kariery został określony jako „sułtan sprośności” (The Sultan of Smut).
Na początku lat 70. poznał Boba Chinna, jednego z najpopularniejszych reżyserów złotej ery porno, który wymyślił postać ekranową prywatnego detektywa i kobieciarza Johnny’ego Wadda, będącego parodią Philipa Marlowe’a, która w 1973 uczyniła z Holmesa gwiazdę. Potem powstały kolejne filmy porno o przygodach Wadda: Mówią, że Johnny Wadd jest tutaj ('Tell Them Johnny Wadd is Here, 1976), Żad puszystej kotki (The Jade Pussycat, 1977), Chińska kotka (China Cat, 1978), Wilgotne wargi (Liquid Lips, 1976) i Blond ogień (Blond Fire, 1978). W 1976 Holmes spróbował swoich sił jako współreżyser (z Carlosem Tobaliną) filmu Caballero Home Video Nowe erotyczne przygody Casanowy (Casanova 1), gdzie zagrał Giacoma Casanovę. Był jeszcze reżyserem produkcji VCX Dobry zły i napalony (Good the Bad and the Horny, 1985) z Amber Lynn.
Pod koniec lat 70. padł ofiarą narkomanii, która uniemożliwiła mu wykonywanie na ekranie scen erotycznych. Nałóg zaczął się odbijać na jego zdrowiu i formie. Pojawiły się pierwsze problemy z erekcją i kłopoty finansowe. Na początku lat 80. był częstym gościem w Hollywood Hills, przyjaźnił się też z członkami gangu z Wonderland, kilkuosobową grupą narkomanów sprzedających kokainę, heroinę i inne środki odurzające.
W 1983 próbował odzyskać dawno utraconą pozycję w pornobiznesie i sławę, występując w filmach gejowskich, które jednak nie odniosły większych sukcesów. Był na okładkach gejowskich magazynów porno, takich jak „Stallion” (w marcu 1983, w marcu 1984), „Inches” (w grudniu 1985) czy „Male Insider” (w lutym 1987).
Gdy w 1985 zdiagnozowano u niego AIDS, nie powiadomił nikogo w branży porno, że jest nosicielem wirusa HIV i świadomie ukrywał chorobę, narażając na śmiertelne niebezpieczeństwo partnerów z planu zdjęciowego. Wyjechał do Włoch i przyjął propozycję udziału w filmach z Ciccioliną – Rozwój i upadek rzymskiej cesarzowej (film pierwotnie wydany we Włoszech pt. Carne bollente, 1987) u boku Christopha Clarka (adwokat Marengo), Tracey Adams (Carmela) i Amber Lynn oraz Diabeł w panu Holmesie (The Devil in Mr. Holmes, 1987) z Karin Schubert, Amber Lynn, Mariną Hedman, Ginger Lynn i Christophem Clarkiem, a także Backdoor Summer 1 (1988) w scenie z Ciccioliną, dwiema kobietami i Christophem Clarkiem.

## Życie prywatne
W grudniu 1964 poznał pielęgniarkę Sharon A. Gebenini (1943–2012), którą poślubił w kwietniu 1965. Swoją żonę ukrywał przed znajomymi z branży. Mieszkali razem, ale nie uprawiali seksu. John sprowadził do domu jedną z trzech swoich kochanek; dwie pozostałe nie miały świadomości istnienia specyficznego trójkąta w jego życiu. Holmes coraz bardziej uzależniał się od cracku. Pieniądze przepuszczał na narkotyki i zdobywał gotówkę, sprzedając się jako męska prostytutka. Zacieśniał także kontakty z dilerami. W końcu w wyniku porachunków między przestępcami został zamieszany w morderstwo. Wcześniej sam był informatorem policji i donosił na kolegów z branży w czasach, gdy produkcja i dystrybucja filmów dla dorosłych były nielegalne.
W 1976, mając 32 lata, rozpoczął stosunki seksualne z 15-letnią Dawn Schiller. Po nadużywaniu narkotyków bił i prostytuował nastolatkę, która w grudniu 1981 uciekła od niego, gdy przebywali na Florydzie.
W lipcu 1981 w rozmowie ze swoją żoną Sharon przyznał się, że jako wspólnik Eddiego Nasha, byłego właściciela nocnego klubu i restauracji w Los Angeles, a także gangstera i dealera narkotyków, odegrał kluczową rolę w brutalnych morderstwach czterech członków gangu handlarzy narkotyków przy 8763 Wonderland Avenue w Laurel Canyon. John trafił do aresztu. Początkowo zaprzeczał wszystkim oskarżeniom, ale szybko zmienił zdanie i zgodził się zeznawać w zamian za łagodne potraktowanie i ochronę. Potem przez kilka dni skutecznie zwodził policjantów, nie udzielając żadnych istotnych informacji. Wreszcie, wobec braku dowodów pozwalających oskarżyć go o udział w morderstwie, został wypuszczony na wolność. W październiku 1981 policja zyskała dowód łączący Holmesa z makabrycznymi zabójstwami sprzed kilku miesięcy - na jednej ze ścian mieszkania przy Wonderland Avenue znaleziono i zidentyfikowano krwawy odcisk jego dłoni. Wtedy został zatrzymany przez specjalny oddział policji na Florydzie, a następnie przewieziony na drugi kraniec Ameryki do Kalifornii. Tam postawiono mu zarzuty związane z poczwórnym morderstwem. 26 czerwca 1982 z braku jednoznacznych dowodów został oczyszczony z zarzutów i wyszedł na wolność.
17 stycznia 1983 doszło do rozwodu z Sharon. W 1983 związał się z Laurie Rose, bardziej znaną jako aktorka filmów porno Misty Dawn, z którą ożenił się 24 stycznia 1987.
W lutym 1986 zdiagnozowano, że ma AIDS, jednak nie ujawniał publicznie prawdziwej przyczyny swojego złego stanu zdrowia, zamiast tego twierdził, że cierpi na raka jelita grubego. 13 marca 1988 w Los Angeles, w Kalifornii zmarł na AIDS w wieku 43 lat. Jego ciało zostało spalone przez wdowę Laurie i jego matkę Mary, a jego prochy rozrzucone z urny na morzu u wybrzeży Oxnard w Kalifornii.

## Nagrody
| Rok  | Nagroda            | Kategoria                        | Rola/Film                                                       |
| ---- | ------------------ | -------------------------------- | --------------------------------------------------------------- |
| 1975 | X-Caliber Award    | Najlepszy aktor                  | John w komedii All Night Long (1975), reż. Alan Colberg         |
| 1977 | X-Caliber Award    | Najlepszy aktor                  | Pete Winston w dreszczowcu Eruption (1976), reż. Stanley Kurlan |
| 1985 | XRCO Award         | Aleja Sław (Hall of Fame)        | n/d                                                             |
| 1987 | AVN Award          | Aleja Sław (Hall of Fame)        | n/d                                                             |
| 1997 | Legends of Erotica | Legenda Erotyczna                | n/d                                                             |
| 2008 | XBIZ Award         | Nagroda za całokształt osiągnięć | n/d                                                             |
| 2013 | Raven’s Eden Award | Aleja Sław (Hall of Fame)        | n/d                                                             |

## Publikacje
- John C. Holmes: Porn King: The Autobiography of John C. Holmes. Johnny Wadd Publications, 1988-06-01. ISBN 1-880047-69-1.